# 카우치 포테이토

카우치 포테이토(couch potato)란 '카우치(couch, 소파)'에 누워 텔레비전을 보며 '포테이토 칩'(potato chip, 즉 감자칩)을 먹는 사람을 줄여 말하는 속어,뜻으론 만사를 귀찮아 하는 사람. 미국에서 처음 만들어진 말이라고 여겨진다. 그것은 매일 할일없이 집안에서 빈둥거리기만 하는 사람을 말하는 것이다.

## 파생어
마우스 포테이토족(mouse potato 族) — 많은 시간을 컴퓨터와 함께 보내는 사람들을 이르는 말로, MP족이라고도 한다. 컴퓨터와 인터넷이 생활 속에 뿌리 깊게 자리잡으면서 이들은 주로 웹서핑이나 게임, 채팅 등을 통해 여가시간의 대부분을 보내는데 심하면 밤을 새우면서까지 컴퓨터에 몰두하는 경향을 보인다. 이와 같은 현상은 취업난이나 주5일 근무제 실시 등 인터넷의 절대적 이용시간이 늘어난 것과 경제난으로 휴가비를 대폭 줄여야 하는 현실적인 문제가 겹쳤기 때문인 것으로 풀이되고 있다.

## 같이 보기
- 감자칩 민주주의
- 좌식 생활방식(en)